# Пауліне Яґш
Пауліне Яґш (13 березня 2003 ) — німецька спортсменка, веслувальниця-байдарочниця, срібна призерка Олімпійських ігор 2024 року.

## Виступи на Олімпіадах
| Олімпіада  | Дисципліна                    | Місце |
| ---------- | ----------------------------- | ----- |
| Париж 2024 | байдарки-двійки, 500 метрів   | 6     |
| Париж 2024 | байдарки-четвірки, 500 метрів | 2     |

## Зовнішні посилання
- Пауліне Яґш на сайті Olympics.com (англійська)
- Пауліне Яґш на сайті German Olympic Committee (німецька)